# تيجن
تَيْجَن أو حلزون الزنبق[بحاجة لمصدر] أو صدفة الزنبق[بحاجة لمصدر] هو الاسم الشائع لثمانية أنواع من حلزون البحر الكبيرة والمفترسة وشبه الاستوائية والاستوائية من غرب المحيط الأطلسي من فصيلة التيجنيات. بعض من أنواعه هم متحجرات الأحقاب الثالثية وبعضها معاصر منتشر في معظم بحار العالم. أصدافها متوسطة الأحجام أو صغيرتها متباينة الأشكال يكثر فيها اليرمعي المقلوب القاعدة المحصورة. فوهاتها فرجية مستطيلة.